# AAA-Saison 1939
Die AAA-Saison 1939 war die 22. Meisterschaftssaison im US-amerikanischen Formelsport. Sie begann am 30. Mai mit dem Indianapolis 500 und endete am 10. September in Syracuse. Wilbur Shaw sicherte sich den Titel.

## Rennergebnisse
| Nr. | Datum         | Veranstaltung (Rennstrecke)                           | Meilen | Sieger      | Siegerteam       |
| --- | ------------- | ----------------------------------------------------- | ------ | ----------- | ---------------- |
| 1   | 30. Mai       | International 500 Mile Sweepstakes (Indianapolis) (O) | 500    | Wilbur Shaw | Maserati         |
| 2   | 27. August    | Milwaukee 100 (The Milwaukee Mile) (UO)               | 100    | Babe Stapp  | Offenhauser      |
| 3   | 10. September | Syracuse 10 (New York State Fairgrounds) (UO)         | 100    | Mauri Rose  | Shaw-Offenhauser |

- Erklärung: O: Oval, UO: unbefestigtes Oval

## Fahrer-Meisterschaft (Top 10)
| 1. | Wilbur Shaw   | 1000 |
| 2. | Jimmy Snyder  | 825  |
| 3. | Ted Horn      | 685  |
| 4. | Babe Stapp    | 675  |
| 4. | Cliff Bergere | 675  |

| 6.  | George Barringer | 630 |
| 7.  | Mauri Rose       | 490 |
| 8.  | Joel Thorne      | 370 |
| 9.  | Frank Wearne     | 225 |
| 10. | George Connor    | 200 |